# Paramount Television
Paramount Television war ein US-amerikanisches Fernsehproduktions- und Fernsehdistributionsunternehmen mit Sitz in Los Angeles (Kalifornien). Es entstand im Dezember 1967 als direkter rechtlicher Nachfolger von Desilu Productions und ging am 17. Januar 2006 in CBS Paramount Television auf.
Das Unternehmen produzierte und vertrieb unter anderem die Fernsehserien Happy Days, Cheers, Frasier und das Star-Trek-Franchise sowie Entertainment Tonight, Paramounts tägliches Nachrichtenmagazin aus der Unterhaltungsbranche.

## Vorgängerunternehmen

### Desilu Productions
Das Vorgängerunternehmen Desilu Productions wurde 1950 von dem Schauspieler-Ehepaar Lucille Ball und Desi Arnaz gegründet. Ursprünglicher Zweck war ab 1951 die Produktion ihrer Sitcom I Love Lucy für das Fernsehnetwork CBS. Der Erfolg ermöglichte 1954 den Kauf eines eigenen Studiogrundstücks, dem Ende 1957 die ehemaligen Studiogrundstücke der RKO Radio Pictures folgten. Seinen Anteil an Desilu verkaufte Arnaz im Jahre 1962 an Ball, die fortan sowohl das Studio leitete als auch Hauptdarstellerin in ihrer eigenen Sitcom war. Aufgrund der Arbeitsbelastung verkaufte Ball ihr Unternehmen schließlich 1967 an den Mischkonzern Gulf+Western.
Unter den von Desilu produzierten Fernsehserien finden sich Our Miss Brooks, Die Unbestechlichen (The Untouchables), The Andy Griffith Show, The Lucy Show, Raumschiff Enterprise (Star Trek), Kobra, übernehmen Sie (Mission: Impossible) und Mannix.

### Paramount Pictures
Paramount geht auf das im Mai 1912 von Adolph Zukor gegründete Filmproduktionsunternehmen Famous Players Film Company zurück, das 1916 das Filmdistributionsunternehmen Paramount Pictures Corporation übernahm. Erst im Rahmen einer Restrukturierung nach einer Insolvenz erhielt das Gesamtunternehmen 1936 den Namen Paramount Pictures. Während der „Goldenen Ära“ Hollywoods war Paramount einer der fünf „Major“ im Studiosystem, das 1948 mit dem Verbot vertikaler Integration unterging.
Das Ende der „Goldenen Ära“ und das aufkommende Fernsehen, das die Anzahl der Kinobesuche stetig zurückgehen ließ, führten in den 1950ern bei Paramount zu Versuchen, mit Telemount Productions selber ins Fernsehgeschäft einzusteigen. Der erste Versuch war 1952 die Fernsehserie Cowboy G-Men, die zusammen mit dem genossenschaftlichen Radionetwork Mutual Broadcasting hergestellt und in Syndication vertrieben wurde. Auch ein zweiter Versuch 1957 mit der Fernsehserie Sally für NBC scheiterte nach einem Jahr; die Idee, in die Produktion von Fernsehsendungen einzusteigen, wurde danach aufgegeben.
In den 1960ern stürzte Paramount in eine schwere Krise und begann mit Desinvestitionen, um zu Geld zu kommen. Geschäftsleiter Barney Balaban (geboren 1887) musste das Unternehmen 1964 verlassen; Gründer Adolph Zukor (geboren 1873) – Balabans Ziehvater und Paramounts Vorstandsvorsitzender – musste dadurch zusehen, wie das Unternehmen führungslos wurde. Als sich 1966 der Niedergang abzeichnete, wurde Paramount schließlich an Charles Bluhdorns Mischkonzern Gulf+Western verkauft.

## Geschichte

### Übernahme der Desilu-Fernsehproduktion
Unter Gulf+Western wurden Desilu und Paramount zusammengeschlossen, aus Desilu Productions wurde im Dezember 1967 „Paramount Television“, die Fernsehtochter von Paramount Pictures. Mit dem neuen Studiologo wurden fünf laufende Desilu-Fernsehserien mitten in ihrer begonnenen Saison zu Paramount-Produktionen, davon erfasst wurden The Andy Griffith Show (1960–1968) und The Lucy Show (1962–1968) in ihrem jeweils letzten Sendejahr sowie Star Trek (1966–1969) und Mission: Impossible (1966–1973) im jeweils zweiten Sendejahr – letztere beiden Serien brachten es später noch zu Kinofilmreihen bei Paramount Pictures. Mannix (1967–1975), Desilus einziger Neustart in diesem Jahr, erlebte hingegen nur wenige Wochen der achtjährigen Laufzeit unter dem Desilu-Logo.
Erste Neuproduktion von Paramount Television war im Herbst 1968 Here's Lucy, die allerdings in Zusammenarbeit mit Lucille Ball Productions entstand. Bereits nach der ersten Saison zog sich Paramount aus der Produktion zurück und verkaufte die anteiligen Rechte an Lucille Ball, welche ihre Serie später wiederum an Telepictures – seit 1989 Teil von Warner Bros. Television – verkaufte.

### Pläne für ein eigenes Fernsehnetwork
In den 1970ern hatte Paramount Television (zusammen mit dem Mutterunternehmen Paramount Pictures) Pläne, ein viertes Fernsehnetwork aufzubauen. Eckpfeiler des geplanten Paramount Television Service sollte eine neue Star-Trek-Serie werden, deren Vorproduktion 1977 unter dem Arbeitstitel Star Trek: Phase II aufgenommen wurde. Nachdem die Führungsetage von Paramount die Network-Pläne endgültig begrub, wurde das bereits weit gediehene Serienkonzept in einen Kinofilm umgearbeitet, als Star Trek: The Motion Picture verwirklicht und 1979 von Paramount Pictures veröffentlicht.
Die Idee eines vierten Fernsehnetworks ins Rollen gebracht hatte Barry Diller, der als Präsident und CEO der Paramount Pictures Corporation fungierte und unter dem erfolgreiche Fernsehserien wie Laverne & Shirley (1976) – ein Spin-off von Happy Days (1974) – Taxi (1978) und später auch Cheers (1982) verwirklicht wurden. Die Network-Idee, die von Paramounts Board of Directors wiederholt abgelehnt wurde, nahm Diller bei seinem Abgang 1984 mit zu 20th Century Fox. Dort stieß er bei Rupert Murdoch auf offene Ohren, dessen News Corporation erwarb mehrere unabhängige Fernsehsender und startete 1986 mit der Fox Broadcasting Company ein viertes terrestrisches Fernsehnetwork in den USA.

### Von G+W zu Viacom
Nach Bluthdorns Tod 1983 wurde Martin S. Davis neuer CEO von Gulf+Western und wandelte den stark diversifizierten Mischkonzern zu einem reinen Unterhaltungs- und Medienunternehmen, das am 5. Juni 1989 in Paramount Communications umbenannt und schließlich am 11. März 1994 von Viacom aufgekauft wurde.
Paramount Television (PTV) blieb unter Viacom als Dachmarke für das Fernsehgeschäft erhalten. Mit der 1995 umgesetzten Umstrukturierung trat der Produktionsarm erstmals unter dem Namen Paramount Network Television in Erscheinung, während der bestehende Vertriebsarm in Paramount Domestic Television umbenannt wurde und den Viacom-Vertriebsarm Viacom Enterprises schluckte. Der 1974 gegründete Viacom-Produktionsarm Viacom Productions blieb dagegen als eigenständige PTV-Abteilung bestehen.
Rund 17 Jahre nach dem von Diller angedachten Paramount Television Service startete am 16. Januar 1995 das United Paramount Network (UPN) – ein Joint Venture zwischen Viacom und Chris-Craft Industries – mit Star Trek: Voyager. Die inzwischen vierte Star-Trek-Serie war der Eckpfeiler des neuen Networks und wurde wie die Mehrheit des UPN-Programms von Paramount Television produziert. Als aufgrund hoher Verluste Chris-Craft im Jahre 2000 aus dem Sendegeschäft ausstieg, übernahm Viacom das Network UPN vollständig, während die assoziierten Fernsehsender (sogenannte Affiliates) von der News Corporation aufgekauft wurden.

### Weitere Viacom-Zukäufe
Nachdem Viacom 1994 durch den Aufkauf der Videotheken-Kette Blockbuster Video bereits zu einem Anteil von 20 % an der Spelling Entertainment Group kam, wurden 1999 die übrigen 80 % an der Unternehmensgruppe aufgekauft. Im selben Jahr kündigte Viacom zudem den Erwerb der alten CBS Corporation an, der rechtlichen Nachfolgerin von Viacoms ursprünglicher Muttergesellschaft CBS. Beide Übernahmen konnten im Jahr 2000, nach einer kartellrechtlichen Prüfung, abgeschlossen werden. Viacom kam durch die Zukäufe zu einer umfangreichen Anzahl von Unternehmen, die in der Fernsehproduktion und Fernsehdistribution/Syndication tätig waren.
Die ehemaligen Spelling-Tochterunternehmen wurden umgehend in Geschäftseinheiten von Paramount Television umgewandelt. Spelling Television und Big Ticket Television blieben als eigenständige PTV-Produktionseinheiten bestehen. Die Vertriebseinheit Worldvision Enterprises samt Filmbibliothek wurde in Republic Pictures integriert, deren Katalog fortan von Paramount Domestic Television und Schwestereinheit Paramount International Television vertrieben wurde. Letztere wurde auch internationale Vertriebseinheit für die Filmbibliothek von Rysher Entertainment.
Die Tochterunternehmen der ehemaligen CBS Corporation blieben hingegen weiterhin als unabhängige Unternehmen bestehen, einerseits der 1952 gegründete Produktionsarm CBS Productions, anderseits der im Jahr 2000 gegründete Vertriebsarm CBS Enterprises, der auch den im Januar 2000 von CBS zugekauften Syndication-Arm King World Productions umfasste. In letzteren integriert wurde zudem die Filmbibliothek von Eyemark Entertainment, das 1963 von Westinghouse Broadcasting unter dem Namen Group W Productions gegründet und nach dem Zusammenschluss von Westinghouse und CBS im Jahre 1995 umbenannt wurde.
Im Jahr 2000 erwarb Paramount Television zudem die Syndication-Rechte für die von DreamWorks Television produzierte Sitcom Spin City; unbewusst ein Vorgriff auf die fünf Jahre später folgende Übernahme von DreamWorks SKG durch Viacom.
Die seit 30 Jahren eigenständig auftretende Produktionseinheit Viacom Productions wurde 2004 aufgehoben und durch Paramount Network Television abgelöst. Die letzte unter diesem Namen begonnene Fernsehserie war die erste Saison von The 4400, die für den Kabelsender USA Network hergestellt wurde; ab der zweiten Saison erfolgte die Produktion durch Paramount Television. Obwohl nie formal aufgehoben, beschränkten sich Spelling und Big Ticket ab diesem Zeitpunkt auf ihre bereits laufenden Fernsehproduktionen.
Auch erfolgten 2004 erste Schritte einer stärkeren Zusammenlegung der parallel betriebenen Fernseheinheiten von Paramount und CBS. Die internationalen Vertriebseinheiten CBS Broadcast International und Paramount International Television wurden zu CBS Paramount International Television zusammengelegt. Die Produktionseinheiten CBS Productions und Paramount Network Television erhielten dagegen nur die gemeinsame Bezeichnung CBS Paramount Network Television Entertainment Group.
Im Laufe des Jahres 2005 zeichnete sich immer stärker eine umfassende Restrukturierung von Paramount Television und den verwandten CBS-Einheiten ab, ausgelöst durch den Vorschlag vom Viacom-Vorstand Sumner Redstone, das Unternehmen in ein Film- und Kabelfernsehunternehmen sowie ein Rundfunk- und Verlagsunternehmen aufzuteilen. Die eingeleitete Übernahme vom DreamWorks, die erst im Februar 2006 abgeschlossen werden konnte, kam daher erst bei der Nachfolgegesellschaft zum Tragen.

### Viacom-Aufspaltung
Am 31. Dezember 2005 wurde ein Teil der vorangegangenen Fusionen faktisch rückgängig gemacht und Viacom in zwei getrennte Unternehmen aufgeteilt: in die neue Viacom (darunter Paramount Pictures) und die CBS Corporation, der unter anderem die gesamte Dachmarke Paramount Television zugewiesen wurde. Damit wurde gut 38 Jahre nach dem Kauf von Desilu Productions und dem Zusammenschluss mit Paramount Pictures die Fernsehsparte wieder von der Filmsparte getrennt.
Wirksam per 17. Januar 2006 wurden Paramount Television und CBS Productions unter der neuen Dachgesellschaft CBS Paramount Television (rechtlich CBS Studios, Inc.) zusammengeschlossen. Laufende Fernsehproduktionen wurden bis zum Ende der Saison noch mit den bestehenden Paramount-Studiologos versehen, im Falle des Vertriebs Paramount Domestic Television bis zum 28. Mai 2006, im Falle der Produktionseinheit Paramount Network Television bis zum 10. Juni 2006.
Auch UPN wurde Teil der CBS Corporation und am 24. Januar – nur eine Woche nach der Neuformierung von CBS Paramount Television – wurde zusammen mit Warner Bros. Entertainment die Zusammenlegung der beiden Networks UPN und The WB zum neuen, gemeinsamen The CW Television Network per 18. September 2006 bekanntgegeben.
Am 4. März 2013, hat die neue Viacom, Paramount Television neu aufgelegt.